# La Canyada
La Canyada (de Biar) (spanisch Cañada) ist eine südostspanische Gemeinde (municipio) mit 1.225 Einwohnern (Stand: 2024) in der Provinz Alicante der Valencianischen Gemeinschaft.

## Geographie
La Canyada liegt am Fuße des Serra Mariola im Südosten Spaniens. Die Gemeinde befindet sich etwa 55 km nordnordwestlich von Alicante in einer Höhe von ca. 560 m. 

## Bevölkerungsentwicklung
| Jahr      | 1900 | 1910 | 1920 | 1930 | 1940 | 1950 | 1960 | 1970 | 1981 | 1991 | 2001 | 2011 | 2021 |
| Einwohner | 1036 | 994  | 1103 | 974  | 1010 | 1062 | 1074 | 1121 | 1084 | 1073 | 1152 | 1235 | 1191 |

## Sehenswürdigkeiten
- Christopheruskirche
- Marienkapelle
- Aloysiuskapelle (Ermita de San Luiz Gonzaga)

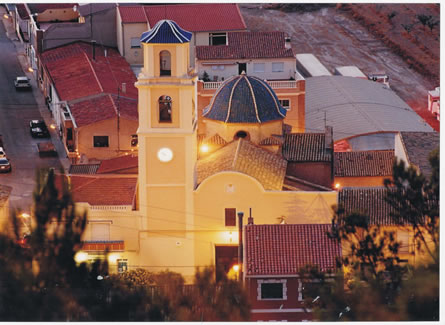
Christopheruskirche
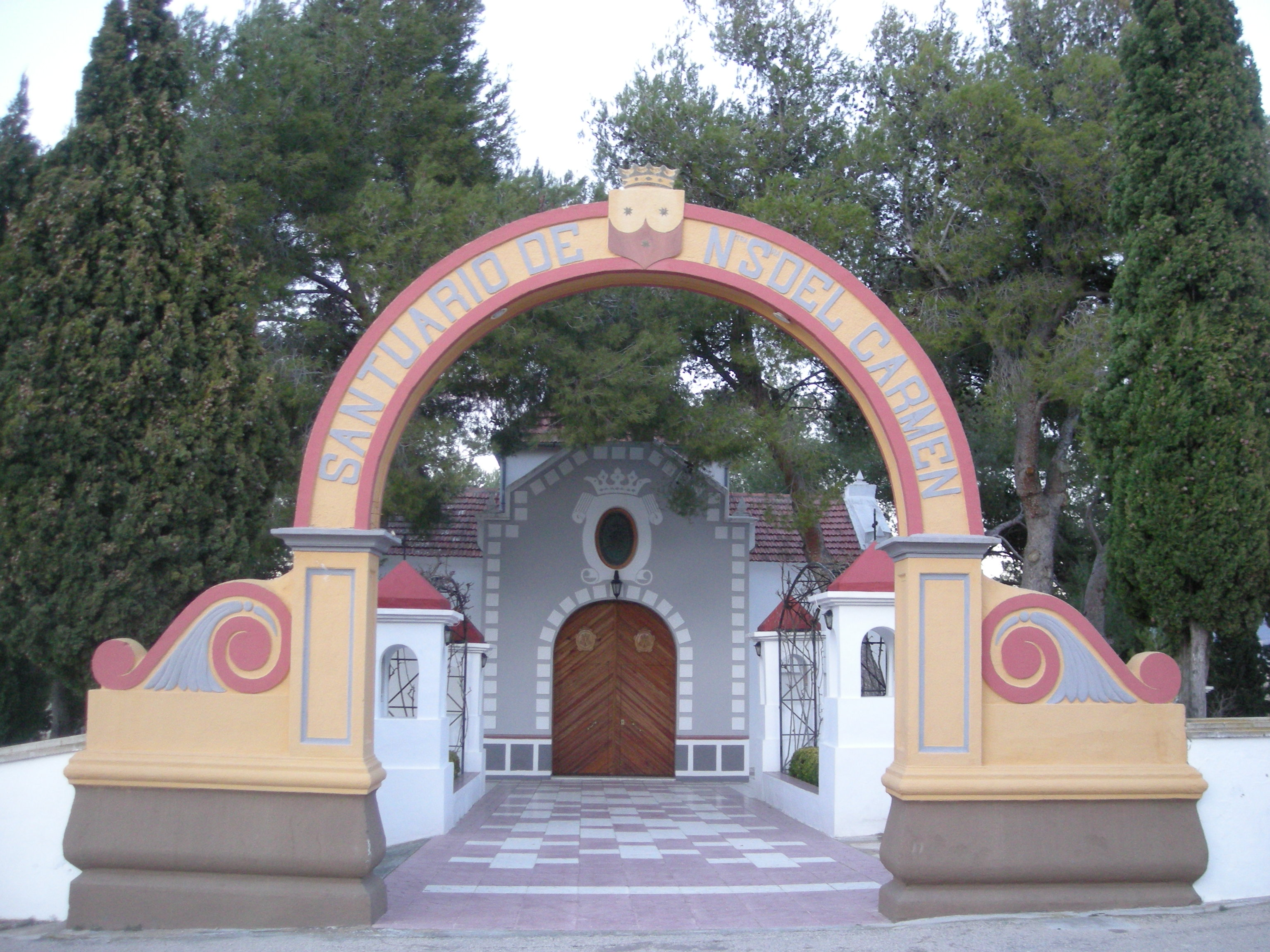
Marienkapelle
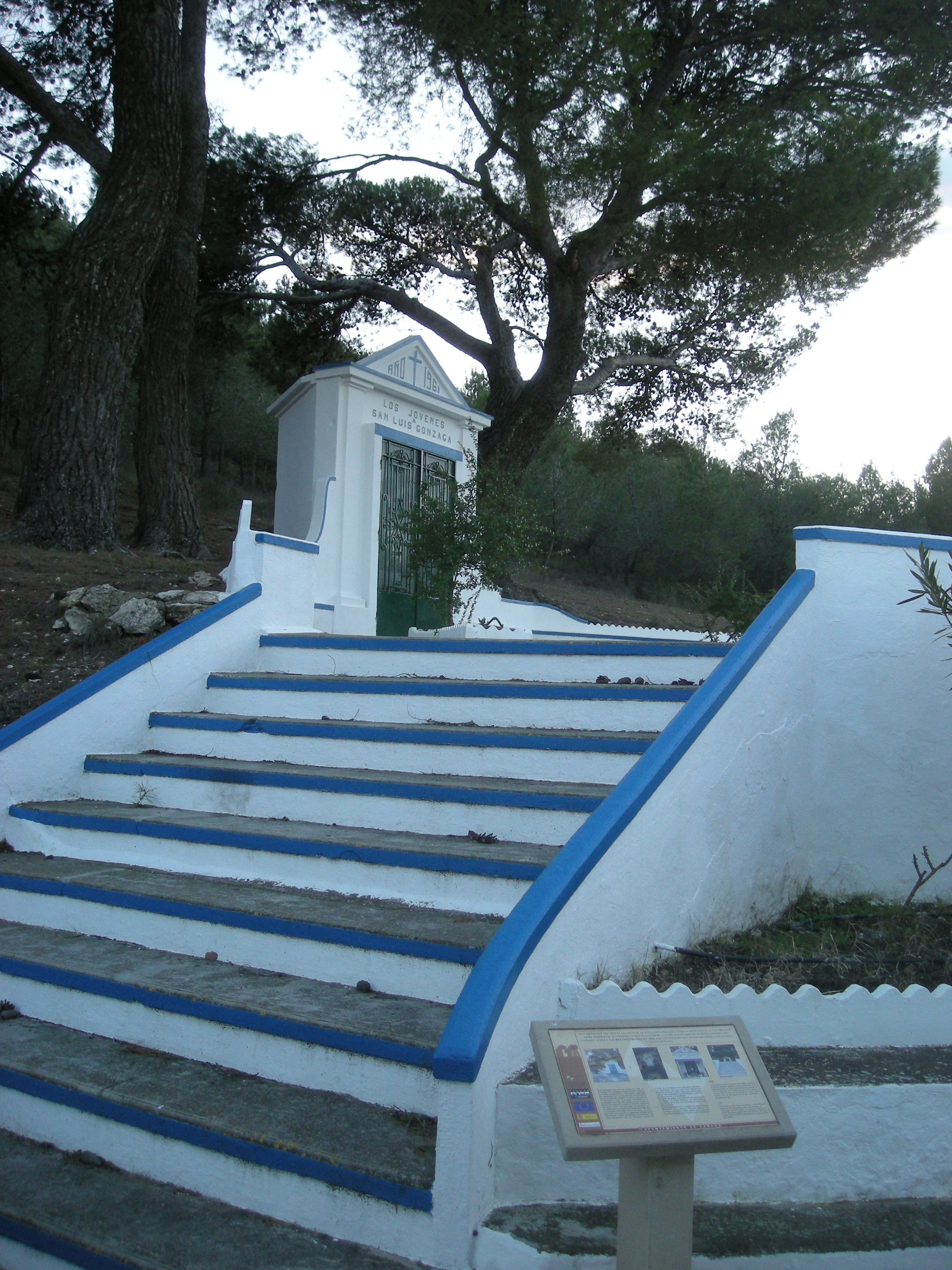
Aloysiuskapelle
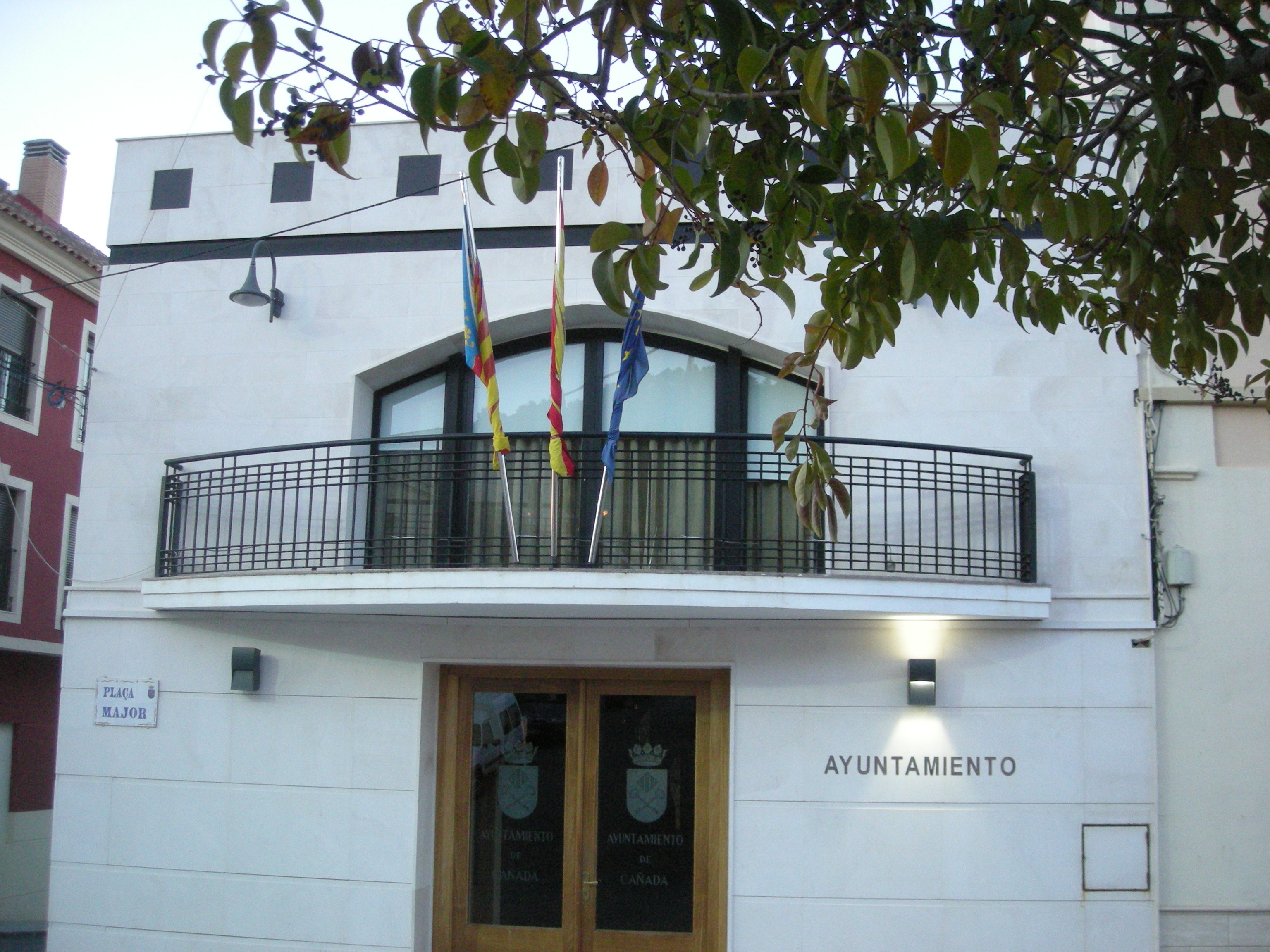
Rathaus